# Clematis pimpinellifolia
Clematis pimpinellifolia là một loài thực vật có hoa trong họ Mao lương. Loài này được Hook. mô tả khoa học đầu tiên năm 1837.